# Le François
Le François – miasto na Martynice (departamencie zamorskim Francji); 20 tys. mieszkańców (2006). Przemysł spożywczy, włókienniczy.